# Operation Irini
Operation Irini (griechisch Ειρήνη ‚Frieden‘), auch unter dem Namen EUNAVFOR MED IRINI, ist eine militärische Operation der Länder der Europäischen Union, um das Waffenembargo der Vereinten Nationen gegen das im Bürgerkrieg befindliche Libyen durchzusetzen.
Die Operation ist Teil der gemeinsamen Sicherheits- und Verteidigungspolitik der EU und wurde am 31. März 2020 angekündigt. Das Mandat des Bundestages für die deutsche Beteiligung wurde am 21. April 2021 bis zum 30. April 2022 verlängert. Am 29. April 2022 wurde das Mandat bis zum 30. April 2023 verlängert. Am 27. April 2023 wurde es bis zum 30. April 2024, am 25. April 2024 bis zum 30. April 2025 verlängert.

## Hintergrund
Obwohl sich die Teilnehmer der Libyen-Konferenz am 19. Januar 2020 in Berlin verpflichtet hatten, das mit den Resolutionen 1970 (2011), 2292 (2016) und 2473 (2019) des Sicherheitsrates der Vereinten Nationen verhängte Waffenembargo einzuhalten und umzusetzen, ging die Lieferung von Waffen durch die im Bürgerkrieg in Libyen indirekt beteiligten Staaten weiter.

## Missionsziele und Leitung
Die Operation Irini hat grundsätzlich die gleichen Aufgaben wie die vorherige Operation Sophia, jedoch mit unterschiedlichen Prioritäten. Die Kernaufgabe der Operation Irini ist die Umsetzung der Sicherheitsratsresolution 2292 (2016) zum Waffenembargo gegen Libyen.
Zu den weiteren Aufgaben gehören die Zerschlagung des Menschenschmuggels infolge der Flüchtlingskrise, die Ausbildung der libyschen Küstenwache und Marine sowie die Informationsgewinnung über illegale Ausfuhren von Erdöl aus Libyen.
Der militärische Befehlshaber für die ersten sechs Monate der Operation ist der italienische Konteradmiral Fabio Agostini. Sein Stellvertreter für den gleichen Zeitraum ist der französische Konteradmiral Jean-Michel Martinet. Die Kommandozentrale befindet sich in Rom.
Josep Borrell übernahm als Hoher Vertreter der Europäischen Union für Außen- und Sicherheitspolitik die politische Beobachtung der Mission.

## Umsetzung und diesbezügliche Kontroversen
Eine Kriegspartei im Libyenkonflikt, die Regierung der Nationalen Übereinkunft (GNA), kritisierte die Mission; zwar könne durch die Mission Waffenlieferungen auf dem Seeweg gestoppt werden, solche über östliche Landgrenzen oder aus der Luft würden aber lediglich mit Satelliten oder Radar erfasst. Davon profitiere die andere Kriegspartei unter Chalifa Haftar.
Die Beteiligten scheiterten Mitte Juni 2020 bei dem Versuch, den Frachter Çirkin unter der Flagge Tansanias zu kontrollieren, der von türkischen Kriegsschiffen begleitet wurde. Die EU versuchte anschließend die NATO zu überzeugen, sie bei der Mission zu unterstützen.
Im November 2020 wurde das türkische Frachtschiff Roseline A etwa 200 Kilometer nördlich von der ostlibyschen Großstadt Bengasi durch die deutsche Fregatte Hamburg gestoppt, nachdem die Irini-Missionsleitung Hinweise erhalten hatte, dass an Bord Waffen illegal für den libyschen Bürgerkrieg geschmuggelt werden. Eine vollständige Überprüfung des verdächtigen Frachtschiffs scheiterte jedoch am Einspruch der Türkei. Andere Kontrollen zweier verdächtiger Handelsschiffe scheiterten im Februar 2021 ebenfalls am Einspruch der Türkei.
In den ersten zwei Jahren wurden 22 Schiffe inspiziert. Ein Schiff mit Flugzeugtreibstoff für Libyen wurde festgesetzt.